# June Lake (California)
June Lake è un census-designated place nella Contea di Mono in California. Si trova a 12.5 miglia (20 km) sud di Lee Vining ad un'altitudine di 7654 piedi, pari a 2333 m.
Secondo il censimento del 2000 gli abitanti erano 608. Ad oggi la popolazione è di circa 600 abitanti.
Il codice di avviamento postale è 93529.